# Schellenberg
Schellenberg (Alemannisch: Schellaberg) is de, qua oppervlakte, kleinste gemeente in Liechtenstein. De plaats ligt in het noorden van het land in het Rijn-dal. De gemeente heeft 1119 inwoners (2020), omvat 3.5 km² en ligt op 626 meter hoogte.
Schellenberg is sinds 3000 voor Chr. bewoond. In de laatste jaren ontwikkelde de plaats zich tot een internationaal financieel centrum.

## Bezienswaardigheden
- Nonnenklooster
- Biedermannhaus
- Kasteelruïne
- Russenmonument

## Geboren
- Fabienne Wohlwend (1997), autocoureur